# ريتشارد بايبس
إدغار ريتشارد بايبس (بالبولندية: Ryszard Pipes)‏ (ولد في 11 يوليو 1923) هو مؤرخ بولندي-أمريكي متخصص في تاريخ روسيا، لا سيما فيما يتعلق بالاتحاد السوفيتي.

## معلومات أساسية
ولد ريتشارد بايبس في بولندا لأسرة يهودية.

## الارتباطات الخارجية
- مقابلة مع بايبس في 7 ديسمبر 2003.

## روابط خارجية
- ريتشارد بايبس على موقع IMDb (الإنجليزية)
- ريتشارد بايبس على موقع قاعدة بيانات الفيلم (الإنجليزية)